# Municipi de Sala
El municipi de Sala (en letó: Salass novads) és un dels 110 municipis de Letònia, que es troba localitzat al centre del país bàltic, i que té com a capital la localitat de Sala. El municipi va ser creat l'any 2009 després de la reorganització territorial.

## Ciutats i zones rurals
- Sēlpils pagasts (zona rural)
- Salas pagasts (zona rural)

## Població i territori
La seva població està composta per un total de 4.415 persones (2009). La superfície del municipi té uns 318,1 kilòmetres quadrats, i la densitat poblacional és de 13,88 habitants per kilòmetre quadrat.